# Wladimir Alexejewitsch Alatorzew

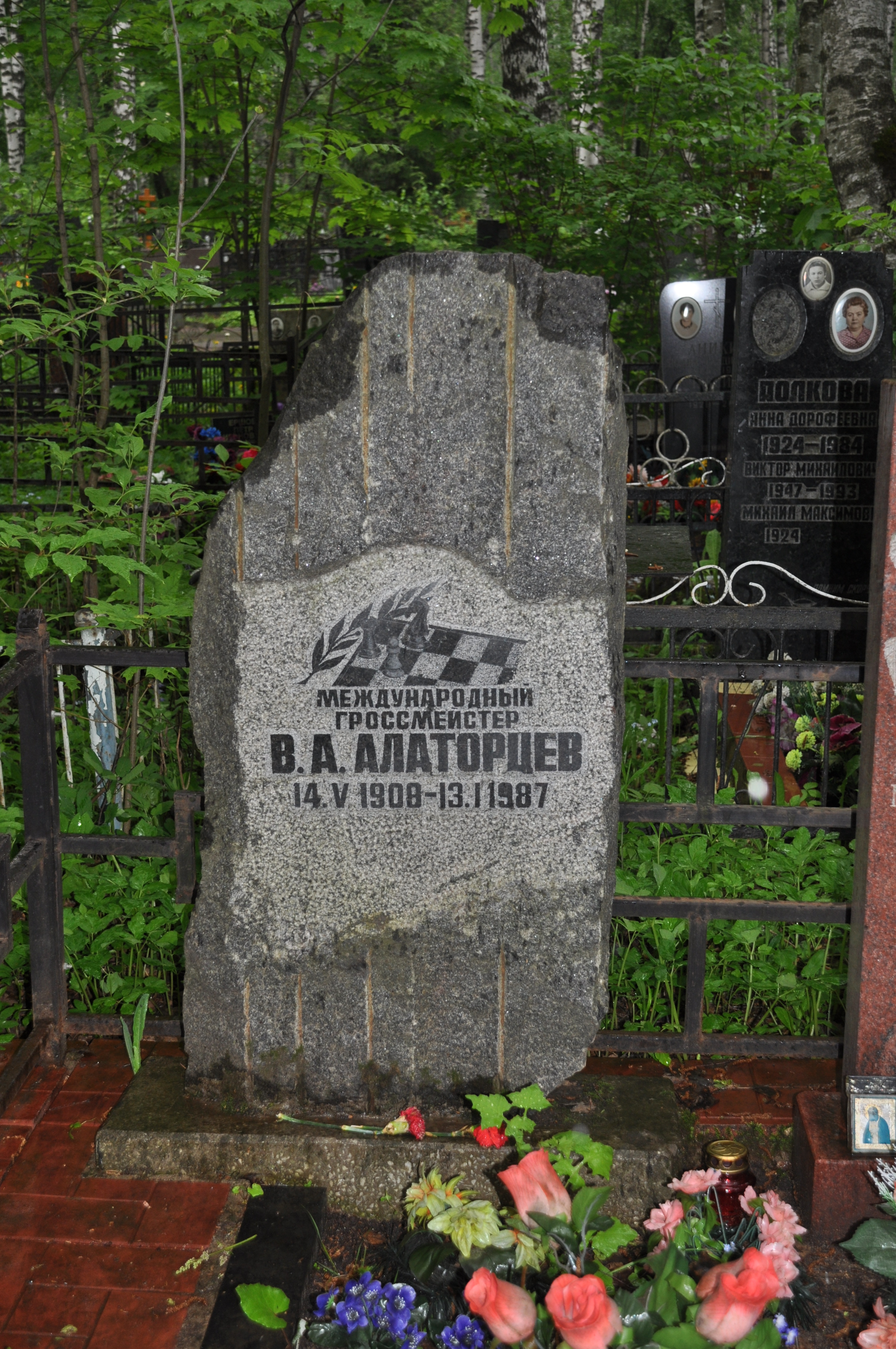
Grabstein von W. A. Alatorzew

Wladimir Alexejewitsch Alatorzew (russisch Влади́мир Алексе́евич Ала́торцев; * 1. Maijul. / 14. Mai 1909greg. in Turki, Gouvernement Saratow, Russisches Kaiserreich; † 13. Januar 1987 in Moskau, Sowjetunion) war ein sowjetischer Schachspieler, -trainer und -funktionär. Während seiner Karriere war er Leningrader und Moskauer Stadtmeister und nahm neunmal an der UdSSR-Meisterschaft teil, wobei er in den 1930er Jahren seine besten Ergebnisse erzielte. Anfang der 1950er Jahre zog er sich größtenteils vom Turnierschach zurück und wurde Trainer. Er bekleidete das Amt des Vorsitzenden des sowjetischen Schachverbandes.

## Leben

### Vorkriegszeit
Wladimir Alexejewitsch Alatorzew stammte wie Michail Botwinnik aus Sankt Petersburg und war dort in den 1930er Jahren einer seiner Konkurrenten. Botwinnik war ihm jedoch deutlich überlegen, im direkten Vergleich gewann er neun Partien, spielte zweimal remis und verlor keinmal.
Im Jahre 1931 erreichte Alatorzew bei der sowjetischen Meisterschaft, die Botwinnik gewann, in Moskau den geteilten 3.–6. Platz mit 10/17. 1932 wurde er bei der Leningrader Stadtmeisterschaft mit 7/11 Zweiter hinter Botwinnik. Sein bestes Ergebnis auf einer sowjetischen Meisterschaft erzielte er 1933, als er wieder hinter Botwinnik mit 13/19 mit deutlichem Vorsprung Zweiter wurde. Bei einem Turnier in Tiflis im selben Jahr teilte er den ersten Platz mit Wiktor Goglidse und erzielte 10 Punkte aus 14 Partien.
Alatorzew teilte den ersten Platz bei der Leningrader Stadtmeisterschaft 1934 mit Georgi Lissizyn. Im selben Jahr im nationalen Turnier von Leningrad wurde er Achter. Bei der sowjetischen Meisterschaft 1934, die ebenfalls in Leningrad stattfand, landete er auf dem geteilten 5.–8. Platz. 1935 qualifizierte er sich für das Internationale Turnier von Moskau und erreichte dort 9,5/19.
Alatorzew trug 1935 ein Match über 12 Partien (+4 =4 −4) mit dem starken ungarischen Schachspieler André Lilienthal aus. 1936 und 1937 wurde er Moskauer Meister, wobei er den Titel beide Male teilte. Alatorzew belegte bei der sowjetischen Meisterschaft in Tbilisi den geteilten 10.–12. Platz mit 9,5/19.
Alatorzew erreichte bei einem Turnier in Leningrad 1938 ein sehr starkes Ergebnis, er teilte den 1. Platz mit Leonid Shamaev vor Lilienthal und Ragosin. Dies entsprach einer Elo-Performance von 2684. In Kiew 1940 scheiterte er an der Qualifikation für die sowjetische Meisterschaft.

### Kriegszeit
Nachdem der Zweite Weltkrieg im Juni 1941 in die Sowjetunion gekommen war, kam das organisierte Schach für die nächsten Jahre mehr oder weniger zum Erliegen. Aufgrund seiner guten Ergebnisse in der Vorkriegszeit bekam Alatorzew eine Einladung zu einem Turnier in Kuibyschew, bei dem er mit 6,5 aus 11 den siebten Platz belegte. 1942 erzielte er 7/15 bei der Moskauer Stadtmeisterschaft.

### Nachkriegszeit
Nachdem die Nationalsozialisten zurückgedrängt wurden, begann das organisierte Schach in der Sowjetunion wieder, Alatorzew erreichte jedoch keine so guten Resultate mehr wie vor dem Krieg. Bei der sowjetischen Meisterschaft in Moskau 1944 wurde er mit 5,5/16 nur Sechzehnter. Daher musste er sich für die nächste sowjetische Meisterschaft wieder qualifizieren. Er erreichte im Qualifikationsturnier in Moskau den geteilten 2.–4. Platz hinter Dawid Bronstein, im Finale jedoch erzielte er nur 7,5/17. 1945 gewann er die lettische Meisterschaft in Riga. Bei der Moskauer Stadtmeisterschaft 1946 erreichte er mit 8,5/15 den geteilten vierten Platz. Alatorzew erzielte bei der sowjetischen Meisterschaft 1947 und 1948 jeweils unter 50 Prozent der Punkte. In Moskau 1950 spielte er seine letzte sowjetische Meisterschaft, bei der er bei einem Sieg von Paul Keres mit 9,5/17 den geteilten 7.–10. Platz belegte. 1950 wurde ihm von der FIDE der Titel eines Internationalen Meisters verliehen.
Anfang der 1950er Jahre begann eine neue Generation von Schachspielern, die Turniere zu dominieren. Bereits Ende der 1940er Jahre begann Alatorzew als Trainer zu arbeiten, zum Beispiel für Wassili Smyslow. Daher zog sich Alatorzew vom Spielen großer Turniere zurück, um sich auf seine Tätigkeiten als Trainer, Turnierorganisator und Schachfunktionär zu konzentrieren, spielte jedoch noch mehrmals auf kleineren Turnieren. Bemerkenswert ist, dass Alatorzew an keinem einzigen Turnier außerhalb der Sowjetunion teilnahm. Von 1954 bis 1961 war er Vorsitzender der sowjetischen Schachverbandes. Von 1943 bis 1974 war er Autor einer Schachkolumne in der Zeitung Vechernaya Moskva.
Im Jahre 1960 verfasste er ein Schachbuch ("Moderne Schachtheorie"). Sein letztes starkes Turnier spielte er in Tbilisi 1965, wo er im Alter von 56 Jahren 8/17 erreichte. 1983 wurde ihm der Großmeistertitel ehrenhalber aufgrund seiner starken Resultate in der Vorkriegszeit verliehen. Alatorzew starb 1987 im Alter von 77 Jahren in Moskau. Sein Spielstil war positionell und ruhig. Er bevorzugte geschlossene Eröffnungen mit Weiß.
Seine höchste historische Elo-Zahl lag bei 2626 im August 1940. Nach dieser Berechnung lag er damals auf dem 21. Platz der Weltrangliste.